# L'Amour qui brûle en moi
Albums de Sheila
Quel Tempérament de feu
(1975) Love me baby - Singin' in the rain
(1977)
L'Amour qui brûle en moi est un album studio (et une chanson) de Sheila sorti en 1976.
À noter que la pochette ouvrante de ce disque ne contient plus de dédicace, ni la représentation du petit lion logo fétiche de l'artiste, ce qui est une première depuis 1963.
Les photos sur la pochette de cet album sont de James Andanson, Paul Rody, Tony Frank.

## Liste des titres
(entre parenthèses: crédits des compositeurs et auteurs, et, entre guillemets, les titres originaux, lorsqu'il s'agit d'adaptations de titres étrangers).
L'Amour qui brûle en moi est l'adaptation française d'un titre italien Homo composé par le groupe italien UT.
1. L'amour qui brûle en moi ("Homo", Granieri-Tallarita-Tomassini/Claude Carrère & Jean Schmitt)
2. Flagrant délit de tendresse ("Slow talking boys", J.Kongos-P.Leroy/ Claude Carrère & Vline Buggy)
3. La voiture ("My ole Man" Myriam Taffy/ Claude Carrère & Vline Buggy)
4. Une fille ne vaut pas une femme (Michel Laurent/ Claude Carrère)
5. C'est écrit (Aline Dona-Sylvain Lebel-Claude Carrère)
6. Les femmes (Christine Charbonneau/ Claude Carrère & Jean Schmitt)
7. Patrick, mon chéri (Schmitz-Van Ostiindië-P.Koelewijn-Hoebee/ Claude Carrère & Jean Schmitt)
8. Un prince en exil ("Linda bella Linda" Sentacruz-Speccia-Zacar-Querrencio / Claude Carrère & Jean Schmitt)
9. Good bye my love ("Good bye my love", G. Shepard/ Claude Carrère & Jean Schmitt)
10. Les nuits de musique ("Rangers Matthew Smith and Green"/ J.Kongos-P.Leroy/ Claude Carrère & Jean Schmitt)

## L'album
Mention des crédits musicaux et production de l'album:
- Basse: Tonio Rubio
- Batterie: Pierre-Alain Dahan
- Guitares: Claude Engel, Slim Pezin
- Orchestration: souvent Mat Camison
- Studio: CBE- Bernard Estardy et son compère J.-L. Proust
- assistante: Mimi

## Production

### France
- Édition Album original :
  - 33 tours / LP Stéréo  Carrère 67.132 sorti en 1976
  - Cassette audio  Carrère 70.132 sortie en 1976

- Réédition de l'album :
  - CD  Warner Music 51011333224 date de sortie : 2006.
  - 33 tours / LP Stéréo  Warner Music, (édition picture disc) - date de sortie : novembre 2016.

### Étranger
- Édition Album original :
  -  Turquie - 33 tours / LP Stéréo  ZEK.BM 7006 sorti en 1977

## Les extraits de l'album
- Un prince en exil / à noter que la face B de ce single est la chanson Personne d'autre que toi qui elle est extraite de l'album précédent Quel tempérament de feu.
- Patrick mon chéri / Good bye my love
- Les femmes / Les nuits de musique
- L'amour qui brûle en moi / La voiture
- Le titre Une fille ne vaut pas une femme a été mis en face B du single L'Arche de Noé (ce dernier titre n'était pas inclus dans cet album).

À noter que L'Arche de Noé apparaît album "Disque d'Or" paru en 1977 et reprenant une partie de cet album de 1976.

## Autour de l'album
- À noter aussi que, lors du premier pressage, le verso de la pochette ouvrante mentionnait par erreur le titre "Une fille ne vaut pas une femme" en "Une fille n'est pas une femme". Sans doute parce qu'à l'origine, l'auteur du morceau avait choisi ce titre (bien que le refrain soit "Une fille ne vaut pas une femme"). Mais le second pressage et les suivants ont corrigé cette "erreur". Idem pour la remastérisation de l'album en CD en 2006. On peut cependant déplorer, pour l'édition CD, dans le livret, un montage erroné dans le recopiage des paroles pour les titres "La Voiture" et "Flagrant délit de tendresse".

- En 1971 dans l'album Love - Les Rois mages ("7 chansons nouvelles"), il y avait déjà eu une approximation dans les crédits puisqu'une chanson, "Accordez-vous" (chanson de Gilbert Bécaud paraît-il) non retenue finalement, signalée aussi sur le verso de la pochette ouvrante, ne figure pas sur le disque. La version CD, évidemment, a aussi rectifié le tir.

- L'album "L'Amour qui brûle en moi" correspond à la tentative d'un changement de style discographique pour la chanteuse. Plus élaboré, plus romantique (les titres L'amour qui brûle en moi, C'est écrit, Une femme ne vaut pas une femme, Flagrant délit de tendresse en témoignent), ils signent l'accession d'une maturité plus évidente pour SHEILA qui a 31 ans au moment de l'enregistrement de cet album. Les photos choisies pour illustrer l'album, la publication des paroles dans la pochette ouvrante, la suppression de toute dédicace et du logo "petit lion" vont dans ce même sens.

- Il en sera de même en 1983, lors de l'enregistrement de l'album "On dit". On comprend mieux rétrospectivement que SHEILA, agacée par l'obstination de son manager Claude Carrère à lui faire chanter des titres plus légers, ait souhaité se libérer de cette emprise pour, enfin, interpréter des chansons plus proches de sa sensibilité. "L'Amour qui brûle en moi" (comme l'album Love contenant plusieurs inédits ("7 Chansons nouvelles")) préfigure cette volonté chez SHEILA de ne pas être considérée comme une "machine à vendre des tubes" mais aussi comme une interprète à part entière.

- L'Arche de Noé était déjà bien annoncée, dès le mois de mai 1976, comme une nouvelle chanson de Sheila dans la presse "dite jeune" comme Hit magazine ou Podium. Ce titre ne figurera finalement pas sur l'album L'Amour qui brûle en moi sorti en décembre 1976, car L'Arche de Noé a été bien gardée par Claude Carrère dans un tiroir, donc en réserve, et finalement éditée en mars 1977. Un Disque d'Or (compilation de tubes) avec comme titre L'Arche de Noé sortira fin 1977.

## Reprises des chansons issues de l'album
Un prince en exil
- 1976 - Lili Montès
- 1976 - Georges Jouvin
- 1976 - Philippine Lelaitre
- 1976 - Valérie Prignon
- 1976 - Patsy Gallant
- 1976 - Mario Caravello
- 1976 - Les Tréteaux
- 1976 - Daniel Janin
- 1977 - Carré D'As
- 1977 - Caravelli
- 1977 - Chatelaine

Autres langues
- 1976 - Dori Ghezzi (Italie)
- 1976 - Anelli Pinsen (Finlande)
- 1976 - Gitte Hænning (Danemark)
- 1976 - Iren Indra (Allemagne)

Patrick, mon chéri
- 1976 - Gilbert Mezzo
- 1976 - Raymond Boisserie
- 1976 - Caravelli
- 1976 - Daniel Janin
- 1976 - Aimable
- 1976 - Juliana Fontaine
- 1977 - Yvette Horner
- 1977 - Dominique

Autres langues
- 1976 - Kiki & Pearly (Allemagne, Royaume-Uni)
- 1976 - Isabel Paton (Pays-Bas)
- 1976 - The Glitter Band (Royaume-Uni/Etats-Unis)
- 1976 - Salomé (Espagne)
- 1977 - Nina Foreno (Portugal)

Les Femmes
- 1976 - Patsy Gallant
- 1976 - Chantal Renaud
- 1976 - Georges Jouvin
- 1976 - Michèle Richard
- 1976 - Daniel Janin
- 1977 - Chantal Gallia
- 1977 - Paul Mauriat
- 2008 - Stella

Autres langues
- 1976 - David Essex (The women, Royaume-Uni/Etats-Unis)
- 1976 - Patsy Gallant (The women, Canada/Etats-Unis)
- 1976 - Sasha Grovick (Israël)
- 1976 - Irma (Le donne, Italie)
- 1977 - Marisol (Las mujeres, Espagne)

L'Amour qui brûle en moi
- 1976 - Christian Chevallier
- 1976 - Paul Mauriat
- 1977 - Daniel Janin
- 1977 - Caravelli
- 1977 - Chantal Renaud
- 1977 - Mario Cavallero
- 1977 - Valérie Pignon
- 1977 - Lili Montès
- 1977 - Les Tréteaux
- 1977 - Aimable
- 1977 - Sophie Darel
- 1977 - Georges Costa

Autres langues
- 1977 - Les Muds (Royaume-Uni)
- 1978 - Suzie (Allemagne)

L'Arche de Noé (45 tours sorti hors de l'album)
- 1977 - Daniel Janin
- 1977 - Serge Lama/Claude François/Michel Sardou/Mort Shuman/Enrico Macias
- 1977 - Nadine Verdy
- 1977 - Michèle Richard
- 1977 - Rémy Bricka
- 1977 - Aimable
- 1977 - Christian Chevallier
- 1977 - Raymond Boisserie
- 1977 - Chantal Gallia
- 1978 - Sophie Darel
- 1978 - Georgette Plana

Autres langues
- 1977 - Gianni Morandi (Italie)
- 1977 - Jonathino (Italie)
- 1977 - Joselito (Espagne)
- 1978 - Boys Group (Royaume-Uni)
- 1978 - Kiki&Pearly (Allemagne).

## Classement
Meilleur classement pour la réédition vinyle en 2016 :
| Pays   | Meilleure position |
| ------ | ------------------ |
| France | 125                |